# UCI Africa Tour 2022
L'UCI Africa Tour 2022 è la diciottesima edizione dell'UCI Africa Tour, uno dei cinque circuiti continentali di ciclismo dell'Unione Ciclistica Internazionale, composto da corse che si disputano nel continente africano.

## Squadre partecipanti
La partecipazione delle squadre alle diverse gare dipende dalla categoria dell'evento. Ad esempio le squadre UCI World Tour possono partecipare esclusivamente a corse di categoria .1 e il loro numero è limitato.
| Categoria | Categoria            | Squadre |
| --------- | -------------------- | --- |
| .1        | 1.1 (Corse in linea) | * UCI World Tour (max 50%) * UCI ProTeam * UCI Continental Team * Squadre nazionali                                        |
| .1        | 2.1 (Corse a tappe)  | * UCI World Tour (max 50%) * UCI ProTeam * UCI Continental Team * Squadre nazionali                                        |
| .2        | 1.2 (Corse in linea) | * UCI ProTeam * UCI Continental Team * Squadre nazionali * Squadre regionali e di club * Squadre miste di squadre africane |
| .2        | 2.2 (Corse a tappe)  | * UCI ProTeam * UCI Continental Team * Squadre nazionali * Squadre regionali e di club * Squadre miste di squadre africane |

## Calendario

### Ottobre 2021
| Data          | Prova               | Cat. | Vincitore        | Squadra             |
| ------------- | ------------------- | ---- | ---------------- | ------------------- |
| 29-7 Novembre | Tour du Faso (2021) | 2.2  | Daniel Bichlmann | Team Kibag-Obor-CKT |

### Febbraio
| Data  | Prova                 | Cat. | Vincitore          | Squadra                         |
| ----- | --------------------- | ---- | ------------------ | ------------------------------- |
| 20-27 | Tour du Rwanda (2022) | 2.1  | Natnael Tesfatsion | Drone Hopper-Androni Giocattoli |

### Maggio
| Data | Prova                | Cat. | Vincitore       | Squadra                |
| ---- | -------------------- | ---- | --------------- | ---------------------- |
| 3-7  | Tour du Benin (2022) | 2.2  | Marcel Peschges | Team Embrace The World |

### Giugno
| Data | Prova                   | Cat. | Vincitore     | Squadra |
| ---- | ----------------------- | ---- | ------------- | ------- |
| 4-12 | Tour du Cameroun (2022) | 2.2  | Moise Mugisha | Ruanda  |

### Ottobre
| Data | Prova                          | Cat. | Vincitore        | Squadra             |
| ---- | ------------------------------ | ---- | ---------------- | ------------------- |
| 3-8  | Grand Prix Chantal Biya (2022) | 2.2  | Axel Taillandier | Team France Défense |

## Classifiche

### Classifica individuale
La classifica è composta da tutti i corridori del continente che abbiano ottenuto punti nell'UCI World Ranking.
| Pos. | Corridore             | Squadra     | Punti  |
| ---- | --------------------- | ----------- | ------ |
| 1    | Biniam Girmay         | Intermarché | 1 875  |
| 2    | Louis Meintjes        | Intermarché | 1 048  |
| 3    | Natnael Tesfatsion    | Drone       | 600    |
| 4    | Henok Mulubrhan       | Bardiani    | 466,5  |
| 5    | Reinardt van Rensburg | Lotto       | 391,75 |
| 6    | Dawit Yemane          | Bike Aid    | 271,83 |
| 7    | Gustav Basson         | ProTouch    | 243,75 |
| 8    | Stefan de Bod         | Astana      | 236    |
| 9    | Kent Main             | ProTouch    | 225,75 |
| 10   | Hamza Amari           |             | 184,33 |

### Classifica a squadre
La classifica viene calcolata sommando i punti della classifica individuale dei migliori 8 ciclisti per squadra.
| Pos. | Squadra                     | Punti  |
| ---- | --------------------------- | ------ |
| 1    | ProTouch                    | 799,25 |
| 2    | Benediction Ignite          | 160,5  |
| 3    | Sidi Ali-Unlock Team        | 105,01 |
| 4    | BAI Sicasal Petro de Luanda | 15     |
| 5    | May Stars                   | 15     |

### Classifica per nazioni
La classifica viene calcolata sommando i punti dei migliori 8 ciclisti per nazione.
| Pos. | Nazione      | Punti    |
| ---- | ------------ | -------- |
| 1    | Eritrea      | 3 679,33 |
| 2    | Sudafrica    | 2 553,25 |
| 3    | Algeria      | 840,13   |
| 4    | Marocco      | 643,35   |
| 5    | Mauritius    | 432,99   |
| 6    | Ruanda       | 423      |
| 7    | Namibia      | 218      |
| 8    | Burkina Faso | 176,99   |
| 9    | Angola       | 150      |
| 10   | Lesotho      | 134      |

### Classifica per nazioni U23
La classifica viene calcolata sommando i punti dei migliori 8 ciclisti per nazione della categoria U23.
| Pos. | Nazione      | Punti  |
| ---- | ------------ | ------ |
| 1    | Eritrea      | 2 139  |
| 2    | Algeria      | 316,53 |
| 3    | Marocco      | 240,84 |
| 4    | Mauritius    | 202,58 |
| 5    | Sudafrica    | 180,75 |
| 6    | Ruanda       | 173,5  |
| 7    | Namibia      | 88     |
| 8    | Burkina Faso | 69,16  |
| 9    | Lesotho      | 69     |
| 10   | Egitto       | 65,69  |